# Josh McRoberts
Pour les articles homonymes, voir McRoberts.
Joshua Scott McRoberts (né le 28 février 1987 à Indianapolis, Indiana) est un basketteur américain évoluant en NBA aux postes d'ailier fort ou de pivot. Il mesure 2,05 m.

## Biographie
Le 22 mars 2007, il se présente à la Draft 2007 de la NBA.
Le 28 juin 2007, il est drafté par les Trail Blazers de Portland en 37e position au second tour.
Le 9 janvier 2008, il est envoyé chez les Stampede de l'Idaho, l'équipe réserve des Trail Blazers évoluant en D-League. Un mois plus tard, il est rappelé dans l'effectif des Trail Blazers.
Le 26 juin 2008, le soir de la draft 2008, il est transféré aux Pacers d'Indiana avec Jarrett Jack et Brandon Rush contre Jerryd Bayless et Ike Diogu.
Après trois saisons aux Pacers d'Indiana, le 14 décembre 2011, il signe aux Lakers de Los Angeles un contrat de deux ans et six millions de dollars.
Le 10 août 2012, il est transféré au Magic d'Orlando dans l'échange envoyant Dwight Howard aux Lakers de Los Angeles.
Le 21 février 2013, il est transféré aux Bobcats de Charlotte contre Hakim Warrick.
Le 11 juillet 2013, il resigne chez les Bobcats. Le 28 mars 2014, il bat son record de points en carrière en marquant 24 points dans la défaite des Bobcats contre le Magic d'Orlando. Il finit la saison en ayant été titulaire aux 78 matchs qu'il a disputé. Les Bobcats participent au premier tour des playoffs mais sont éliminés par le Heat de Miami en perdant quatre matchs à zéro. Lors de cette série, il se fait remarque au match 1 par un dunk sur Chris Andersen et au match 4 pour un coup de coude sur LeBron James. Il écope d'une amende de 20 000 dollars pour cette faute. Après cette élimination, McRoberts décide de se faire opérer pour se faire retirer une excroissance au gros orteil gauche.
Le 18 juin 2014, il décide de tester le marché et de mettre un terme à son contrat avec les Hornets de Charlotte.
Le 7 juillet 2014, alors que les Trail Blazers de Portland se montrent intéressés, il signe au Heat de Miami un contrat de quatre ans et vingt-trois millions de dollars.

## Records personnels et distinctions
Les records personnels de Josh McRoberts, officiellement recensés par la NBA sont les suivants :
| Type statistique            | Saison régulière | Saison régulière            | Saison régulière | Playoffs | Playoffs        | Playoffs      |
| Type statistique            | Record           | Adversaire                  | Date             | Record   | Adversaire      | Date          |
| --------------------------- | ---------------- | --------------------------- | ---------------- | -------- | --------------- | ------------- |
| Points en un match          | 24               | @ Magic d'Orlando           | 28 mars 2014     | 15       | @ Heat de Miami | 20 avril 2014 |
| Paniers marqués en un match | 8                | 3 fois                      |                  | 6        | @ Heat de Miami | 20 avril 2014 |
| Paniers tentés en un match  | 16               | @ Magic d'Orlando           | 28 mars 2014     | 9        | 3 fois          |               |
| Paniers à 3 points réussis  | 6                | @ Magic d'Orlando           | 28 mars 2014     | 3        | @ Heat de Miami | 20 avril 2014 |
| Paniers à 3 points tentés   | 12               | @ Magic d'Orlando           | 28 mars 2014     | 5        | 2 fois          |               |
| Lancers francs réussis      | 7                | Wizards de Washington       | 18 mars 2013     | 5        | 2 fois          |               |
| Lancers francs tentés       | 9                | Wizards de Washington       | 18 mars 2013     | 6        | Heat de Miami   | 26 avril 2014 |
| Rebonds offensifs           | 7                | 2 fois                      |                  | 3        | 2 fois          |               |
| Rebonds défensifs           | 12               | 76ers de Philadelphie       | 3 avril 2013     | 9        | 2 fois          |               |
| Rebonds totaux              | 16               | 76ers de Philadelphie       | 3 avril 2013     | 10       | Heat de Miami   | 28 avril 2014 |
| Passes décisives            | 13               | Mavericks de Dallas         | 11 février 2014  | 5        | Heat de Miami   | 28 avril 2014 |
| Interceptions               | 4                | @ Timberwolves du Minnesota | 10 janvier 2014  | 2        | 2 fois          |               |
| Contres                     | 4                | 2 fois                      |                  | 1        | 3 fois          |               |
| Balles perdues              | 8                | @ Suns de Phoenix           | 3 décembre 2010  | 2        | 4 fois          |               |
| Minutes jouées              | 44               | @ Raptors de Toronto        | 18 décembre 2013 | 42       | Heat de Miami   | 28 avril 2014 |

- Double-double : 12 (dont 1 en playoffs) (au 28/04/2014)
- Triple-double : 0

## Palmarès
- Champion de la Division Pacifique en 2012 avec les Lakers de Los Angeles.

## Salaires
| Année       | Équipe                    | Salaire      |
| ----------- | ------------------------- | ------------ |
| 2007-2008   | Trail Blazers de Portland | 427 163 $    |
| 2008-2009   | Pacers de l'Indiana       | 711 517 $    |
| 2009-2010   | Pacers de l'Indiana       | 825 497 $    |
| 2010-2011   | Pacers de l'Indiana       | 885 120 $    |
| 2011-2012*  | Lakers de Los Angeles     | 3 000 000 $  |
| 2012-2013   | Bobcats de Charlotte      | 3 135 000 $  |
| 2013-2014   | Bobcats de Charlotte      | 2 652 000 $  |
| Total Gains |                           | 11 636 297 $ |

Note : * En 2011, le salaire moyen d'un joueur évoluant en NBA est de 5 150 000 $.